# فيبل (لعبة فيديو)
فيبل (بالإنجليزية: Fable) ، هي لعبة فيديو إلكترونية من نوع أكشن تقمص الأدوار في العالم المفتوح ، نشرها شركة مايكروسوفت جيم ستوديوز الأمريكية سنة 2004م ، وأعيدت إصدارها سنة 2014.